# Breidstrand
Breidstrand est une localité du comté de Troms, en Norvège.

## Géographie
Administrativement, Breidstrand fait partie de la kommune de Skånland.